# St. Joseph, Illinois
St. Joseph là một làng thuộc quận Champaign, tiểu bang Illinois, Hoa Kỳ. Năm 2010, dân số của làng này là 3967 người.

## Dân số
Dân số qua các năm:
- Năm 2000: 2912 người.
- Năm 2010: 3967 người.